# Oliver Twist (1922)
Oliver Twist is een Amerikaanse dramafilm uit 1922 onder regie van Frank Lloyd. Het scenario is gebaseerd op de gelijknamige roman uit 1838 van de Britse auteur Charles Dickens. Destijds werd de film in Nederland uitgebracht onder de titel Olivier Twist.

## Verhaal
Na een verblijf van negen jaar in een armenhuis ziet Oliver Twist zijn kans schoon om te vluchten. Zo maakt hij kennis met de zakkenroller Dodger, die hem leert hoe hij tasjes moet stelen. Hij stelt Oliver ook voor aan de woekeraar Fagin. 

## Rolverdeling
| Acteur           | Personage         |
| ---------------- | ----------------- |
| Jackie Coogan    | Oliver Twist      |
| James A. Marcus  | Mijnheer Bumble   |
| Aggie Herring    | Mevrouw Corney    |
| Lewis Sargent    | Noah Claypole     |
| Joan Standing    | Charlotte         |
| Carl Stockdale   | Monks             |
| Edouard Trebaol  | Dodger            |
| Lon Chaney       | Fagin             |
| Taylor Graves    | Charley Bates     |
| George Siegmann  | Bill Sikes        |
| Gladys Brockwell | Nancy             |
| Lionel Belmore   | Mijnheer Brownlow |
| Florence Hale    | Mevrouw Bedwin    |
| Joseph Hazelton  | Mijnheer Grimwig  |
| Gertrude Claire  | Mevrouw Maylie    |
| Esther Ralston   | Rose Maylie       |
| Eddie Boland     | Toby Crackit      |